# ابن العلاف
أبو بكر الحسن بن علي بن أحمد بن بشار بن زياد النهرواني (~218هـ/833م - ~318هـ/930م) ويعرَف بابن العلاف، وأبو بكر هي كنيته وليس اسمه، وهو أديب وشاعر وراوية عاش في العصر العباسي الأوَّل.

## سيرته
ولِدَ الحسن بن علي بن أحمد في نهروان، وهي مدينة تقع جنوب شرق بغداد، وولِدَ الحسن بن علي قرابة 218هـ، وكان أبوه يبيع العلف في قرية بردان، وهي قرية قُربَ بغداد، وسُمِّي بعدها ابن العلاف نسبة إلى مهنة أبيه بمعنى ابن بائع العلف. انتقل ابن العلاف إلى بغداد، وعاش القسم الأكبر من حياته هناك، واشتهر فيها واتصل بالخلفاء العباسيين، وتوطَّدت علاقته بالمعتضد وعُدَّ من ندمائه، وكان صديقاً مُقرَّباً لعبد الله بن المعتز حتى مقتله، وتقرَّب أيضاً من أبي الحسن علي بن محمد بن الفرات، وهو وزير المقتدر حتى تُوفِّي. فقد ابن العلاف بصره في فترةٍ مُتقدِّمة من حياته، وقِيل أنَّه فقد إحدى عينيه فقط، وكان له هرٌّ يؤانسه، ولمَّا أكل الهرُّ حمام جيرانه قتله الجيران، فحزن ابن العلاف ورثاه في قصيدةٍ هي أشهر قصائده وأكثرها جودة. تُوفِّي ابن العلاف في 318هـ في بغداد، بعد أنَّ عمَّر عُمراً طويلاً وبلغ قرابة المائة عام، وقيل أنَّ وفاته كانت في 313هـ.

## شعره
ابن العلاف شاعر مُكثِر، وعدَّه ابن المعتز من المُجِيدين، ولاحظ عمر فروخ وجود بعض من التكلُّف في قصائده، ويتناول في شعره المديح والرثاء والغزل، وله قصائد في أغراض وجدانيَّة. في العصر الحديث اعتنى بشعره صبيح رديف، ونُشِرَ ديوانه في 1974 في مطبعة جامعة بغداد. وفي 1977 نُشِرَ ديوانه في مجلة "البلاغ"، بتحقيق سعيد الغانمي.